# Усиление интеллекта
Усиление интеллекта (УИ) (англ. Intelligence amplification, Cognitive augmentation, Machine augmented intelligence) — совокупность средств и методов, обеспечивающих максимально возможную производительность интеллекта человека; эффективное использование информационных технологий для усиления человеческого интеллекта. Теория УИ активно разрабатывалась в 1950-е и 1960-е годы пионерами кибернетики и информатики.
Термин усиление интеллекта (intelligence amplification (IA)) стал широко использоваться после публикации работы Introduction to Cybernetics (1956) (автор Эшби, Уильям Росс), схожие идеи были также опубликованы китайским математиком Ван Хао.
УИ иногда противопоставляется ИИ (искусственному интеллекту), то есть, проекту построения человекоподобного интеллекта в форме автономной технической системы, такой как компьютер или робот. ИИ столкнулся со многими фундаментальными препятствиями, практическими и теоретическими, с которыми вряд ли столкнется УИ, так как УИ требует технологию просто как дополнительную поддержку (к примеру в виде экзокортекса) для автономного интеллекта, который уже существует. Более того, УИ имеет долгую историю успеха, поскольку все формы информационных технологий, от абака до Интернета, были разработаны для расширения способностей обработки информации человеческим мозгом.

## Основные концепции

### Уильям Росс Эшби:Усиление интеллекта
Термин усиление интеллекта (УИ) вошел в широкое употребление после того, как был использован Уильямом Россом Эшби в его Введении в Кибернетику (1956). Связанные с этим термином идеи были явно предложены в качестве альтернативы искусственному интеллекту Ван Хао (Hao Wang) на заре автоматического доказательства теорем.
… «решение проблем» — в основном, а возможно и полностью, дело надлежащего выбора. Возьмем, для примера, любую популярную книгу задач и головоломок. Почти каждая из них может быть сведена в форму: из определенного множества укажите один элемент… Фактически, сложно думать о проблеме, игровой или серьезной, которая не требует в конечном счете надлежащего выбора как необходимого и достаточного для её решения. Также ясно, что многие из тестов, используемых для измерения «интеллекта», оцениваются по существу в соответствии со способностью тестируемого к надлежащему выбору… Таким образом, вполне возможно, что то, что обычно называется «силой интеллекта», может быть эквивалентно «силе надлежащего выбора». В самом деле, если говорящий Чёрный Ящик показал высокие способности к надлежащему выбору в таких областях — так что, получая сложную проблему, он постоянно давал корректный ответ — мы вряд ли сможем отрицать, что он показал «поведенческий» эквивалент «высокого интеллекта». Если это так, и мы также знаем, что способность выбирать может быть усилена, из этого, кажется, следует, что интеллектуальная сила, так же как и физическая, может быть усилена. Пусть никто не говорит, что это не может быть сделано, поскольку генетические шаблоны делают это каждый раз, когда они формируют мозг, вырастающий в нечто лучшее, чем генетический шаблон может определить детально. Новым является то, что мы сейчас можем делать это искусственно, сознательно, умышленно.
Эшби, У. Р., An Introduction to Cybernetics, Chapman and Hall, London, UK, 1956. Reprinted, Methuen and Company, London, UK, 1964. PDF

### Джозеф Карл Робнетт Ликлайдер:Человеко-компьютерный симбиоз
«Человеко-компьютерный симбиоз» является ключевой теоретической статьей, опубликованной в 1960 г. психологом и представителем компьютерных наук Д. К. Ликлайдером (J.C.R. Licklider). Статья дает картину взаимозависимых, «живущих совместно», тесно связанных человеческих мозгов и вычислительных машин, которые дополняют способности друг друга до высшей степени:

Человеко-компьютерный симбиоз является подклассом человеко-машинных систем. Существует множество человеко-машинных систем. В настоящее время, однако, не существует человеко-компьютерных симбиозов. Цели данной статьи — представить понятие и, будем надеяться, стимулировать развитие человеко-компьютерного симбиоза путём анализа некоторых проблем взаимодействия между людьми и компьютерными машинами, обращая внимание на применимые принципы человеко-машинной инженерии и указывая на несколько вопросов, на которые исследованиям необходимо ответить. Есть надежда, что через не слишком много лет человеческие мозги и компьютерные машины будут соединены очень тесно, и возникшее при этом партнерство будет мыслить так, как никакой человеческий мозг не мог мыслить когда-либо, и обрабатывать данные путём, не достигнутым обрабатывающими информацию машинами, известными нам сегодня.
Ликлайдер, Д. К.Р., «Man-Computer Symbiosis», IRE Transactions on Human Factors in Electronics, vol. HFE-1, 4-11, Mar 1960. Eprint

С точки зрения Ликлайдера, многие из чисто искусственных интеллектуальных систем, описанные чрезмерно оптимистическими исследователями, были бы ненужными. (Эта статья также рассматривается некоторыми историками как отмечающая генезис идей о компьютерных сетях, которые позднее расцвели в Интернете).

### Дуглас Энгельбарт:Усиление человеческого интеллекта
Исследование Ликлайдера было близко по духу его современнику и протеже в DARPA Дугласу Энгельбарту; оба рассматривали способы использования компьютеров, противоречившие превалирующим тогда взглядам (рассматривавшем компьютеры как инструменты, главным образом полезные для вычислений), и были ключевыми сторонниками того пути их использования, который применяется сейчас (в качестве подлинного дополнения людей).
Энгельбарт пришел к выводу, что состояние наших технологий контролирует нашу способность манипулировать информацией, и этот факт, в свою очередь, контролирует нашу способность разрабатывать новые, улучшенные технологии. Он поставил перед собой задачу разработки основанных на компьютерах технологиях непосредственного манипулирования информацией, а также улучшения индивидуальных и групповых процессов анализа информации. Философия и план исследований Энгельбарта были наиболее ясно и прямо выражены в его исследовательском отчете «Усиление человеческого интеллекта: концептуальная схема». Энгельбарту приписывается понятие сетевого усиленного интеллекта, основанное на его пионерской работе.

Усиление способности человека подходить к сложной проблемной ситуации, достигать понимания для удовлетворения его индивидуальных потребностей, и находить решения проблем. Усиленная в этом отношении способность является сочетанием таких вещей, как: более быстрое понимание; лучшее понимание; возможность достижения полезной степени понимания в ситуации, ранее казавшейся слишком сложной; более быстрые решения; лучшие решения; и способность находить решения проблем, которые до того казались нерешаемыми. И в сложные ситуации мы включаем профессиональные проблемы дипломатов, управленцев, социальных ученых, представителей наук о жизни, физиков, адвокатов, конструкторов — существует ли проблемная ситуация двадцать минут или двадцать лет. Мы не говорим об особых умных трюках, помогающих в частных ситуациях. Мы говорим о способе жизни в интегрированной области, где интуитивные предчувствия, пробы и ошибки, непостижимости и человеческое чувство ситуации плодотворно сосуществуют с мощными понятиями, рационализированной терминологией и нотацией, изощренными методами и мощными электронными помощниками.
Энгельбарт, Д. К., «Augmenting Human Intellect: A Conceptual Framework», Summary Report AFOSR-3233, Stanford Research Institute, Menlo Park, CA, Oct 1962. Eprint